# Французский собор
Французский собор (нем. Französischer Dom, официальное название Французская церковь Фридрихштадта, нем. Französische Friedrichstadtkirche) — французская реформатская церковь во Фридрихштадте на берлинской площади Жандарменмаркт напротив Немецкого собора. Одна из достопримечательностей города. Здание называется собором, хотя здесь никогда не находилась епископская кафедра.

## История
В начале XVIII века французские гугеноты составляли четверть населения Берлина. В 1701 году они начали строительство собственного здания, которое было завершено в 1705 году. Строительством руководили Луи Кайяр и Авраам Кесней, за образец была взята разрушенная гугенотская церковь в Шарантон-Сен-Морис.
В 1785 году Карл фон Гонтард по приказу прусского монарха Фридриха II в ходе реконструкции Жандарменмаркет реконструировал обе церкви, находящиеся на площади. Над зданием был построен огромный купол.
В 1817 году французская община, как и большинство прусских кальвинистов, присоединилась к унионистской Евангелической церкви Пруссии. Община сохранила реформатское вероучение. Тем не менее, в здании были добавлены новые детали — например, установлен орган. Сегодняшнее сообщество является частью Евангелической церкви Берлина, Бранденбурга, Силезии и Верхней Лужицы в составе Евангелической церкви Германии.
Здание было сильно повреждено в ходе Второй мировой войны, однако потом полностью восстановлено.